# Hilikara
Hilikara is een bestuurslaag in het regentschap Nias Selatan van de provincie Noord-Sumatra, Indonesië. Hilikara telt 690 inwoners (volkstelling 2010).